# Saint-Clément-sur-Valsonne
Saint-Clément-sur-Valsonne település Franciaországban, Rhône megyében. Lakosainak száma 904 fő (2022. január 1.). Saint-Clément-sur-Valsonne Dième, Saint-Vérand, Tarare, Valsonne és Vindry-sur-Turdine községekkel határos.

## Népesség
A település népessége az elmúlt években az alábbi módon változott:
| Lakosok száma | 818  | 893  | 912  | 909  | 909  | 908  | 907  | 911  | 904  |
|               | 2013 | 2015 | 2016 | 2017 | 2018 | 2019 | 2020 | 2021 | 2022 |